# 豹海豹
豹海豹（學名：Hydrurga leptonyx），又稱豹形海豹或豹斑海豹，屬於海豹科，是豹海豹屬的唯一一種。豹海豹在南極地區是僅次於南方象鼻海豹的體型第二大的海豹。虎鯨是豹海豹唯一的天敵。豹海豹的平均壽命約為26年。

## 身體特徵
豹海豹體型大而且多肉，背部呈深灰色，腹部呈淺灰色。頸部白色有黑色斑點，有點像豹汶，故得此名。雌性一般較雄性大。雄性長約2.8米及重320公斤，而雌性則約有3米長及重370公斤。體型較大的雌性可以長達3.5米及重400公斤。
與其他的海豹相比，豹海豹是高度演化的關鍵捕食者。雖然牠們是真海豹及以後肢來游泳，牠們亦有強壯及高度發展的前肢，像海獅及海狗般的運動性。這就是一個趨同演化的例子。像海獅科般，豹海豹是淺水的獵人，不會像其他南極海豹（如韋德爾氏海豹及象海豹）進入幾百米深的深海搜尋魷魚。豹海豹的顎骨異常的鬆，可以張開多於160°來咬大型的獵物。
像大部份的肉食性動物，牠們的前牙齒很鋒利，但臼齒則互扣來篩出南極磷蝦。牠們的視覺及嗅覺都是高度發展的。這些感官連同其流線形的身體，牠們可以在水中快速的游走，以避開其獵食者。

## 行爲

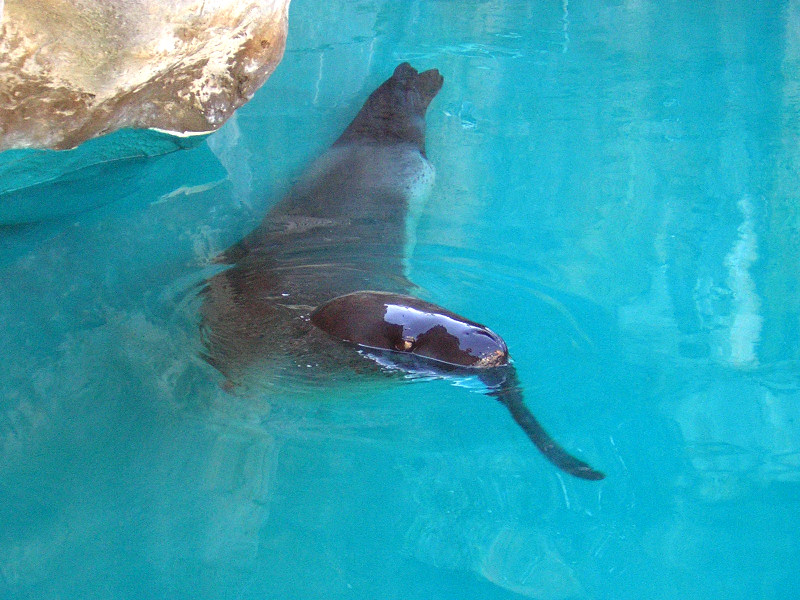
在悉尼塔隆加動物園的豹海豹。

豹海豹生活在圍繞南極洲的海洋。在夏季時，牠們差不多會於所有的時間在周圍的堆冰獵食。在冬季，牠們會向北前往亞南極群島。有時個別的豹海豹會出現於南美洲、澳洲及紐西蘭的南岸，最遠達至庫克群島。幼海豹很多時會在北方出沒。
豹海豹一般都是獨居的，在交配的季節才聚集在一起。雌性會在冰上掘坑，經過9個月的妊娠期後，約在南極洲夏季時產一胎幼海豹。牠會保護幼海豹直至牠有能力自己覓食。
豹海豹是很大膽、強壯及好奇的動物。在水中，牠們會與企鵝玩耍。

## 食性
豹海豹吃多種的生物，細小的豹海豹會吃磷蝦、烏賊及魚類，較大的則吃國王企鵝及皇帝企鵝，較少有的會吃食蟹海豹。
當獵食企鵝時，豹海豹會差不多完全沉入水中在近冰塊邊巡視，等待牠們進入海中。豹海豹會捉住企鵝的腳，激烈及重複的將牠拍打水面，直至死亡為止。過往有指豹海豹會吃獵物前將其剥皮，但這已證實是不正確的。由於豹海豹的牙齒不能撕開獵物，牠們會打獵物的兩側，將之撕開為小件。

## 攻擊人類
於2003年，有報導指豹海豹將科學家Kirsty Brown拖入水中導致其死亡，這是頭一宗豹海豹令人類死亡的個案。其實過往亦有不少的紀錄指豹海豹這頂尖的獵食者曾攻擊人類。過往發現豹海豹對攻擊黑色及魚雷狀的浮筒有特別偏好，使得學者要以特別的裝備來進行研究。豹海豹亦會經冰上的孔捉住人的腳。

## 外部連結
- Australian Antarctic Division: Leopard seals
- National Geographic Magazine, November 2006